# Junta Suprema de Extremadura
Ante la renuncia al poder del rey Fernando VII a favor de José Bonaparte, en toda España surgieron instituciones liberales que asuieron el poder (las Juntas), bajo la coordinación de la Junta Suprema Central constituida en Aranjuez. La Junta Suprema de Extremadura quedó organizada en junio de 1808, asumiendo la autoridad en nombre del rey Fernando VII. Los miembros de esta Junta extremeña eran personas de relevancia social vinculadas a la iglesia (como el obispo de Badajoz o el propio deán de la catedral, Francisco Romero de Castilla), a miembros de la nobleza y el ejército (marqués de Monsalud), así como a funcionarios de la administración.
Como otros organismos, la Junta Suprema de Extremadura tuvo varias sedes a causa de la guerra: Badajoz, Valencia de Alcántara, Garrovillas, San Vicente de Alcántara, Santa Marta, Arroyo de San Serván y Olivenza.
- Datos: Q5956528